# Amatersko prvenstvo Francije 1967
Amatersko prvenstvo Francije 1967 v tenisu.

## Moški posamično
Roy Emerson :  Tony Roche  6-1, 6-4, 2-6, 6-2

## Ženske posamično
Françoise Dürr :  Lesley Turner  4-6, 6-3, 6-4

## Moške dvojice
John Newcombe /  Tony Roche :  Roy Emerson /  Ken Fletcher 6–3, 9–7, 12–10

## Ženske dvojice
Françoise Dürr /  Gail Sherriff Chanfreau :  Annette Van Zyl /  Pat Walkden  6–2, 6–2

## Mešane dvojice
Billie Jean King /  Owen Davidson :  Ann Haydon Jones /  Ion Ţiriac 6–3, 6–1